# Hydrolagus pallidus
Hydrolagus pallidus är en broskfiskart som beskrevs av Hardy och Stehmann 1990. Hydrolagus pallidus ingår i släktet Hydrolagus och familjen havsmusfiskar. Inga underarter finns listade i Catalogue of Life.
Arten förekommer med flera från varandra skilda populationer i norra Atlanten från Kanarieöarna och nordöstra USA till norr om Island. Den vistas vanligen i områden som ligger 1100 till 2600 meter under havsytan. Exemplaren når en absolut längd av upp till 138 cm och kroppen med huvud är 91 cm lång. Exemplaren blir könsmogna vid en längd av 75 cm. Honor lägger ägg.
Några exemplar hamnar som bifångst i fiskenät. Kanske förväxlas arten ibland med Hydrolagus affinis. Hela populationen anses vara stabil. IUCN kategoriserar arten globalt som livskraftig.